# Antonio Ferrán

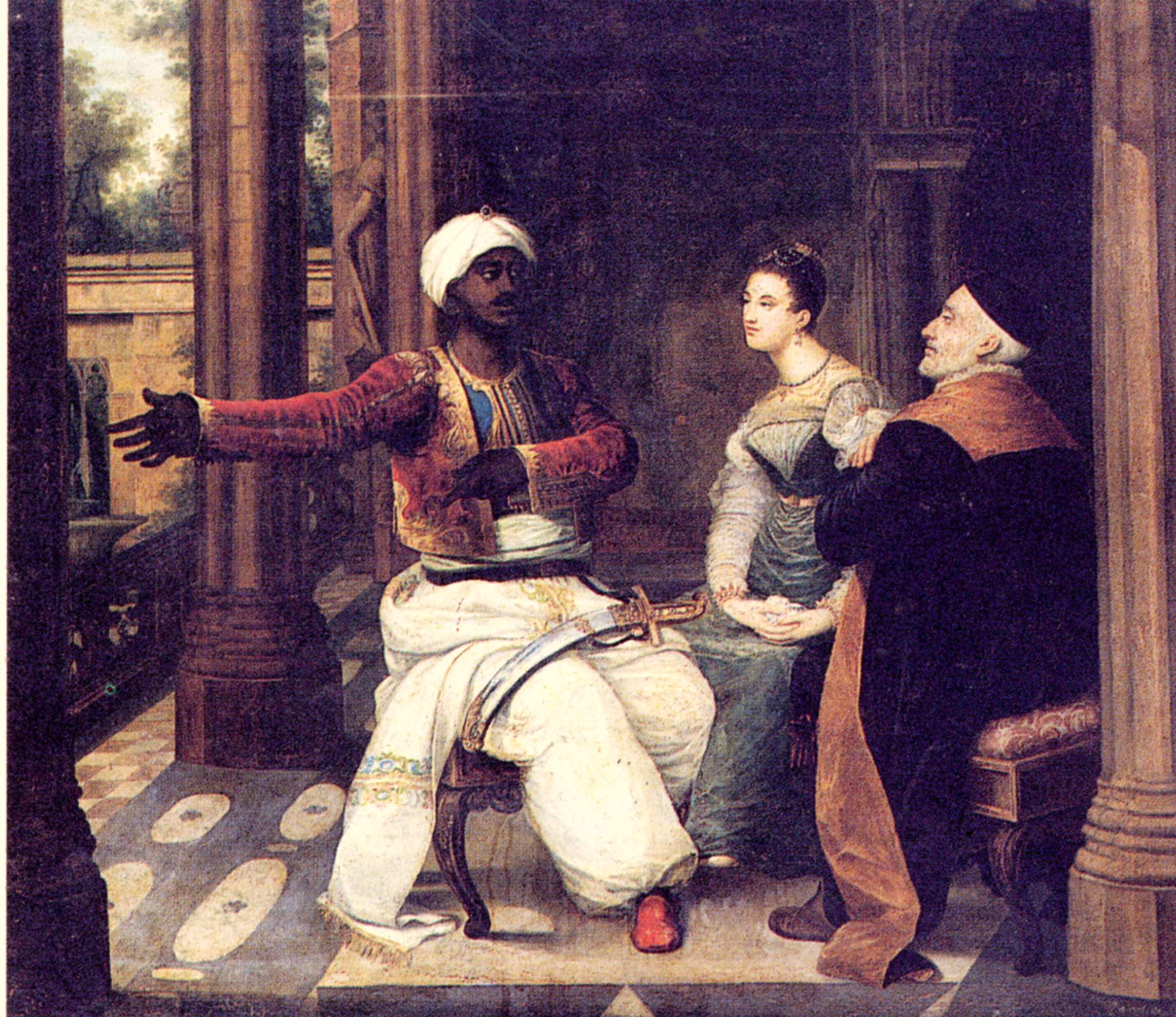
Antonio Ferrán, Otelo presentándose al duque de Venecia y a su hija (a. 1837), óleo sobre tela, 87 x 100 cm, Real Academia de Bellas Artes de San Jorge (inv. gen. 24)

Antonio Ferrán Satayol (Barcelona, 1786-Barcelona, 1857) fue un pintor español, vinculado toda su vida a la escuela de la Lonja de Barcelona, donde fue alumno y, posteriormente, profesor.

## Biografía
Nacido en 1786 en Barcelona, cultivó una pintura neoclásica pesada, contaminada todavía de barroquismo. Sus principales obras se conservan en colecciones de sus descendientes y en la Real Academia de Bellas Artes de San Jorge, de la que fue miembro desde 1850. Se considera obra suya (aunque también ha sido atribuido a José Arrau) el cuadro La Patuleia, que representa la "bullanga" de Barcelona de 1835 en los motines anticlericales de aquel año y que se conserva en el Museo de Historia de Barcelona. Su hijo, Manuel Ferrán, también fue pintor. Falleció el 4 de abril de 1857.